# Сухий Врх (Моравське Топлице)
Сухий Врх (словен. Suhi Vrh) — поселення в общині Моравське Топлице, Помурський регіон, Словенія. Висота над рівнем моря: 286,7 м.